# Comuna de Nowa Brzeźnica
Nowa Brzeźnica (polaco: Gmina Nowa Brzeźnica) é uma gminy (comuna) na Polónia, na voivodia de Lodz e no condado de Pajęczański. A sede do condado é a cidade de Nowa Brzeźnica.
De acordo com os censos de 2004, a comuna tem 5057 habitantes, com uma densidade 37,2 hab/km².

## Área
Estende-se por uma área de 135,95 km², incluindo:
- área agrícola: 52%
- área florestal: 40%

## Demografia
Dados de 30 de Junho 2004:
|                      | Total   | Total | Mulheres | Mulheres | Homens  | Homens |
| -------------------- | ------- | ----- | -------- | -------- | ------- | ------ |
|                      | pessoas | %     | pessoas  | %        | pessoas | %      |
| População            | 5057    | 100   | 2548     | 50,4     | 2509    | 49,6   |
| Densidade (pop./km²) | 37,2    | 100   | 18,7     | 18,7     | 18,5    | 18,5   |

De acordo com dados de 2002, o rendimento médio per capita ascendia a 1133,07 zł.

## Comunas vizinhas
- Kruszyna, Ładzice, Miedźno, Mykanów, Pajęczno, Popów, Strzelce Wielkie